# Porchetta di Ariccia

Logo de la porchetta di Ariccia IGP.

Porchetta di Ariccia est le nom d'une denrée alimentaire à base de porc rôti aux épices préparée traditionnellement sur l'ensemble du territoire la commune d'Ariccia dans le Latium.
Depuis le 14 juin 2011, la porchetta di Ariccia est reconnue par le label de qualité indication géographique protégée (IGP).

## Aire de production

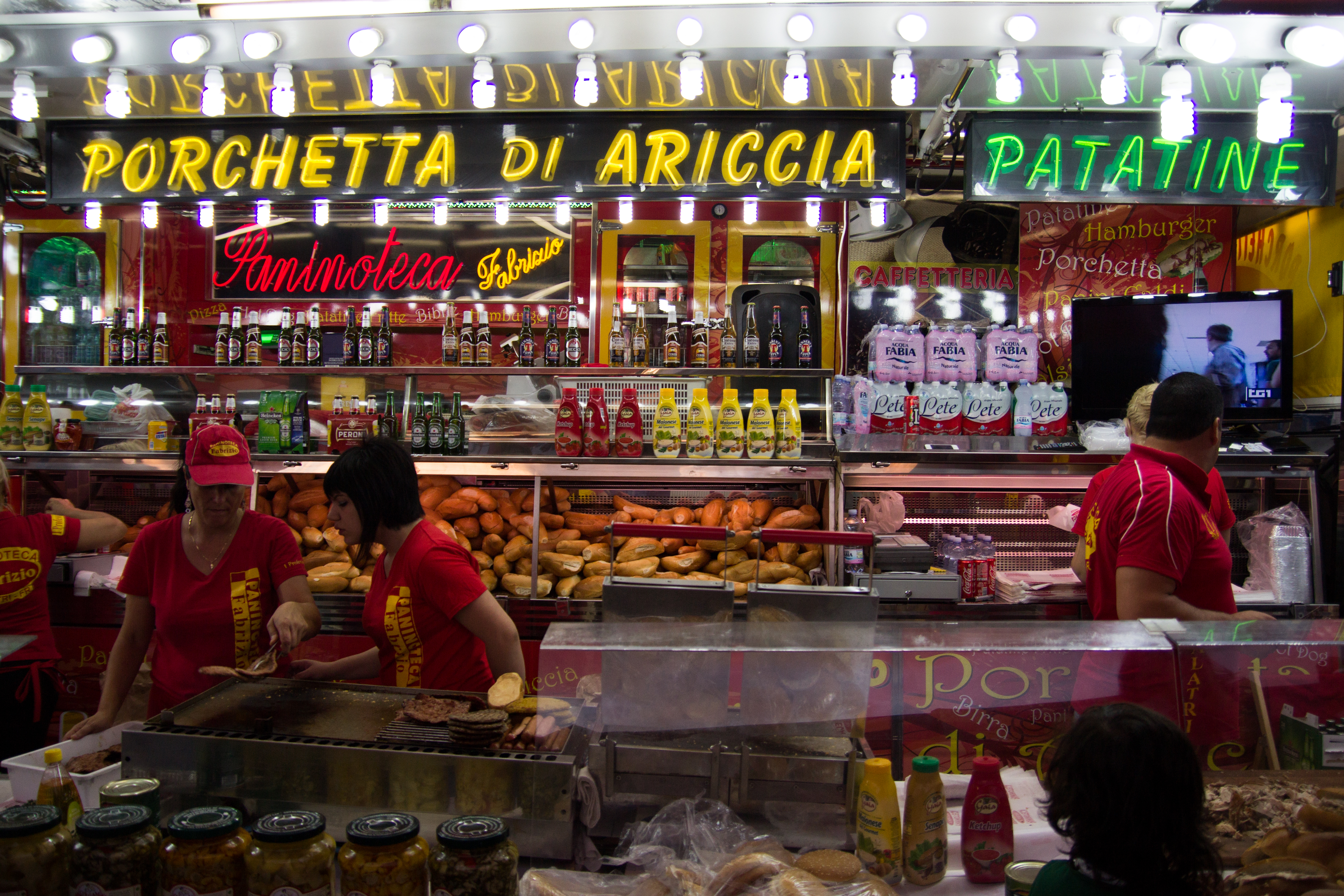
Paninothèque vendant de la porchetta di Ariccia.

Si la production historique de porchetta est située sur l'ensemble du territoire de la commune d'Ariccia, elle s'est étendue aux alentours — parfois avec ou sans appellation —, et sa vente et diffusion s'étendent sur une grande partie du Latium.

## Caractéristiques
Selon la tradition, seules les carcasses d'animaux femelles sont utilisées. La carcasse de la porchetta entière doit se présenter avec les pattes avant et arrière et/ou la tête. Le poids de la porchetta entière est compris entre 27 et 45 kg et le poids de la partie centrale (tronchetto en italien) est compris entre 7 et 13 kg.
Une des principales particularités du produit est le croquant de sa croûte (dans sa partie supérieure). La chair est d'une couleur variant entre le blanc et le rosé et est caractérisée par la présence d'épices : son goût est le résultat d'un savant dosage de romarin, d'ail et de poivre noir.

## Historique

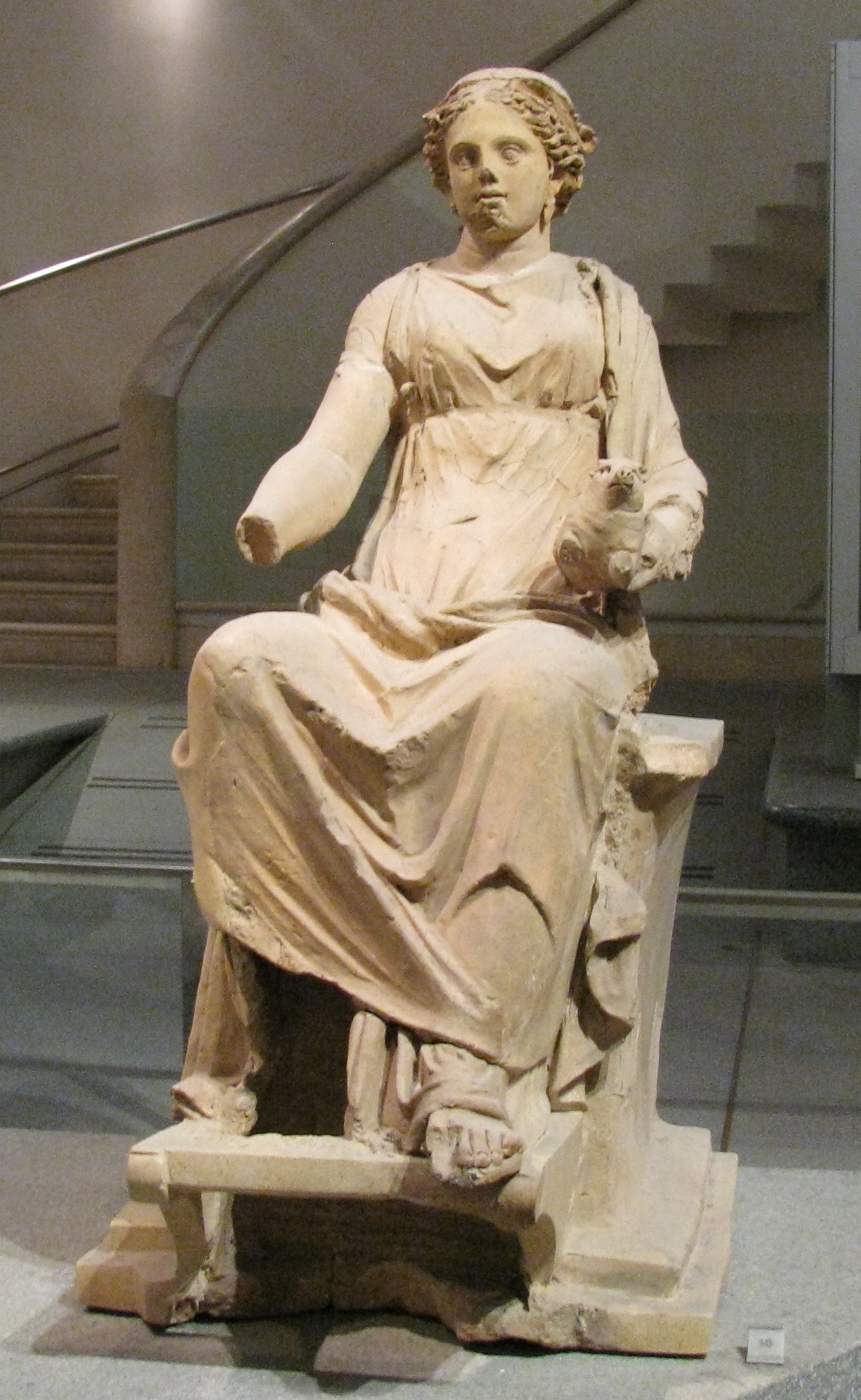
Statue du sanctuaire d'Ariccia représentant de la déesse Déméter avec un porcelet.

Depuis des millénaires, la commune d'Ariccia est liée à la préparation de la porchetta. La tradition attribue aux prêtres d'Ariccia la préparation des viandes de porc qu'ils offraient en sacrifice au temple de Jupiter du Latium (it) sur le proche Mont Cavo (it). L'usage de cette préparation s'est ensuite perpétué jusqu'à nos jours grâce à la présence des familles nobles romaines, qui se sont succédé au cours des siècles et qui avaient l'habitude de s'installer durant la période estivale à Ariccia.
Et de tout temps l'élevage de porcs à Ariccia a été d'une grande importance : en 1802, l'Allemand Johann Gottfried Seume, auteur de L'Italie à pied, passant par Ariccia, manifestait sa déception auprès du prince Chigi, coupable d'avoir abattu les chênes séculaires de son parc pour mieux faire paître des porcs.
Sa notoriété actuelle remonte en 1950 quand les charcutiers d'Ariccia décidèrent d'organiser la première fête célébrant la porchetta di Ariccia, dans le but de mettre à l'honneur ce produit dont la saveur était appréciée. Depuis lors, chaque année pendant quatre jours se déroule à Ariccia cette manifestation caractéristique durant laquelle des producteurs et des restaurateurs vêtus des habits traditionnels de la région, servent des tranches de porchetta le long de plus d'un kilomètre de stands, à des dizaines de milliers de visiteurs.
Dans un de ses ouvrages, paru en 1957, l'écrivain Carlo Emilio Gadda décrit comment se vendait la porchetta di Ariccia sur un marché de Rome et témoigne de l'importante réputation déjà acquise du produit à cette époque. En effet, un vendeur de porchetta s'exclamait en ces termes :

« La porca, la porca ! Ciavemo la porchetta signori ! La bella porca de l'Ariccia co un bosco de rosmarino in de la panza ! Co le patatine de staggione !...Carne fina e delicata, pe li signori proprio ! Assaggiatela e proverete, v'oo dico io, sore spose: carne fina e saporita !… Porchetta arrosto cor rosmarino ! e co le patate de stagione. »

— Quer pasticciaccio brutto de via Merulana (it).